# 柴又帝釈天
柴又帝釈天（しばまたたいしゃくてん）または、帝釈天 題経寺（たいしゃくてん だいきょうじ）は、東京都葛飾区柴又七丁目にある日蓮宗の寺院である。正式には経栄山題経寺（きょうえいざん だいきょうじ）と号する。旧本山は大本山中山法華経寺（なかやま ほけきょうじ）。親師法縁。
「帝釈天」とは本来の意味では仏教の守護神である天部の一つを指すが、地元では、題経寺の略称として用られることも多い。

## 概要
江戸時代初期の寛永6年（1629年）に、禅那院日忠および題経院日栄という2名の僧によって開創された日蓮宗寺院である。18世紀末、9世住職の日敬（にっきょう）の頃から当寺の帝釈天が信仰を集めるようになり、「柴又帝釈天」として知られるようになった。帝釈天の縁日は庚申の日とされ、庚申信仰とも関連して多くの参詣人を集めるようになった。
近代以降も夏目漱石の『彼岸過迄』を始め、多くの文芸作品に登場し、東京近郊（当時は東京ではなかった）の名所として扱われた。20世紀後半以降は、人気映画シリーズ『男はつらいよ』の渥美清演じる主人公・車寅次郎（寅さん）ゆかりの寺として知られるようになる。年始や庚申の日（縁日）は非常に賑わい、映画『男はつらいよ』シリーズ制作後は都内の定番観光名所となり、観光バスの団体客が大勢訪れたこともある。
「柴又帝釈天」の通称で専ら呼ばれるが、当寺の日蓮宗寺院としての本尊は帝釈天ではなく、帝釈堂の隣の祖師堂に安置する「大曼荼羅」（中央に「南無妙法蓮華経」の題目を大書し、その周囲に諸々の仏、菩薩、天、神などの名を書したもの）である。また、当寺が柴又七福神のうちの毘沙門天にあたることから、「帝釈天=毘沙門天」と解説する資料が散見されるが、帝釈天と毘沙門天はその起源を全く異にする別々の尊格であり、柴又七福神の毘沙門天は、帝釈天の脇に安置される多聞天（別名毘沙門天）を指すと解される。

## 富士信仰に関する仏像
柴又帝釈天には室町時代（15世紀）の観音菩薩坐像が伝来する。銅像・一軀。像高は120.0センチメートル。背中面腰部には銘文があり、尾張国海西郡津嶋（愛知県津島市）在住の人物を願主とし、大宮司・親時が関わり造立されたことが判明する。また、江戸時代後期の『甲斐国志』では、室町時代の明応2年（1493年）に富士山頂の東賽ノ河原に奉納された「十一面観音ノ鉄像」の存在を記し、尊格は異なるものの本像の銘文と一致することから、同一の像である可能性が考えられている。
明治維新後には神仏分離令による廃仏毀釈の影響で富士山周辺の仏像も破却や山内からの移転の憂き目にあった。本像も同様に村山へ下ろされ、本寺である柴又帝釈天に移座されたと言われ、富士山麓の砂地を引き下ろした際の擦り傷も確認される。

## 歴史

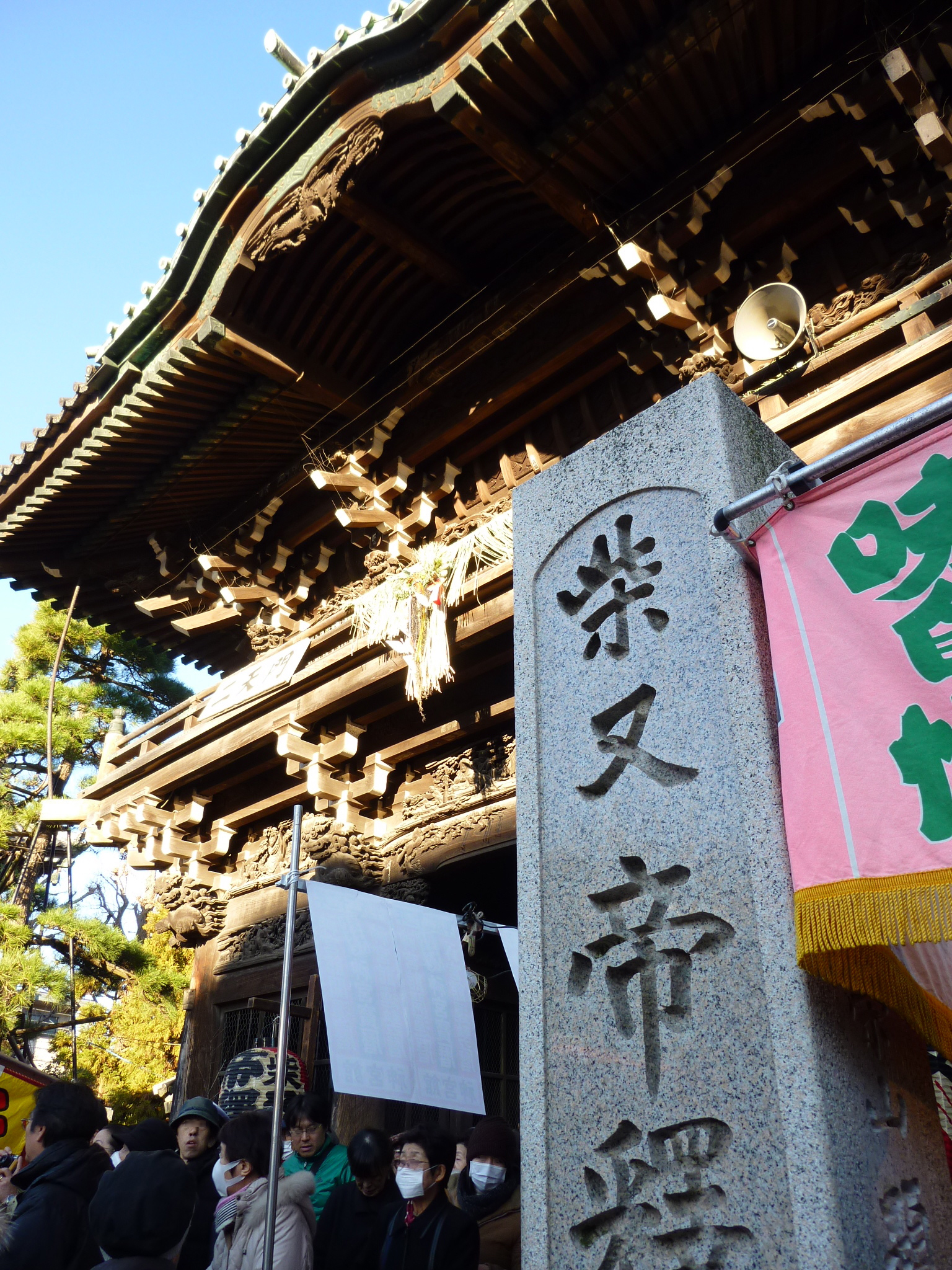

縁起によれば、題経寺の創建は江戸時代初期の寛永6年（1629年）で、開山は中山法華経寺（千葉県市川市）19世の禅那院日忠とされている。なお、寺の説明によれば、実際に寺を開いたのは日忠の弟子にあたる題経院日栄であるとされる。本堂右手にある釈迦堂（開山堂）に日栄の木像が安置されていることからも、この日栄という僧が実質的な開山であると思われる。
題経寺の中興の祖とされているのが9世住職の亨貞院日敬（こうていいんにっきょう）という僧であり、彼は一時行方不明になっていた「帝釈天の板本尊」を再発見した人物であるとされている。日敬自ら記した縁起によれば、この寺には宗祖日蓮が自ら刻んだという伝承のある帝釈天の板本尊があったが、長年所在不明になっていた。それが、日敬の時代に、本堂の修理を行ったところ、棟木の上から発見されたという。この板本尊は片面に「南無妙法蓮華経」の題目と法華経薬王品の要文、片面には右手に剣を持った帝釈天像を表したもので、これが発見されたのが安永8年（1779年）の庚申の日であったことから、60日に一度の庚申の日が縁日となった。それから4年ほど経った天明3年（1783年）、日敬は自ら板本尊を背負って江戸の町を歩き、天明の大飢饉に苦しむ人々に拝ませたところ、不思議な効験があったため、柴又帝釈天への信仰が広まっていったという。柴又帝釈天が著名になり、門前町が形成されるのもこの時代からと思われる。近隣に数軒ある川魚料理の老舗もおおむねこの頃（18世紀末）の創業を伝えている。

## 境内

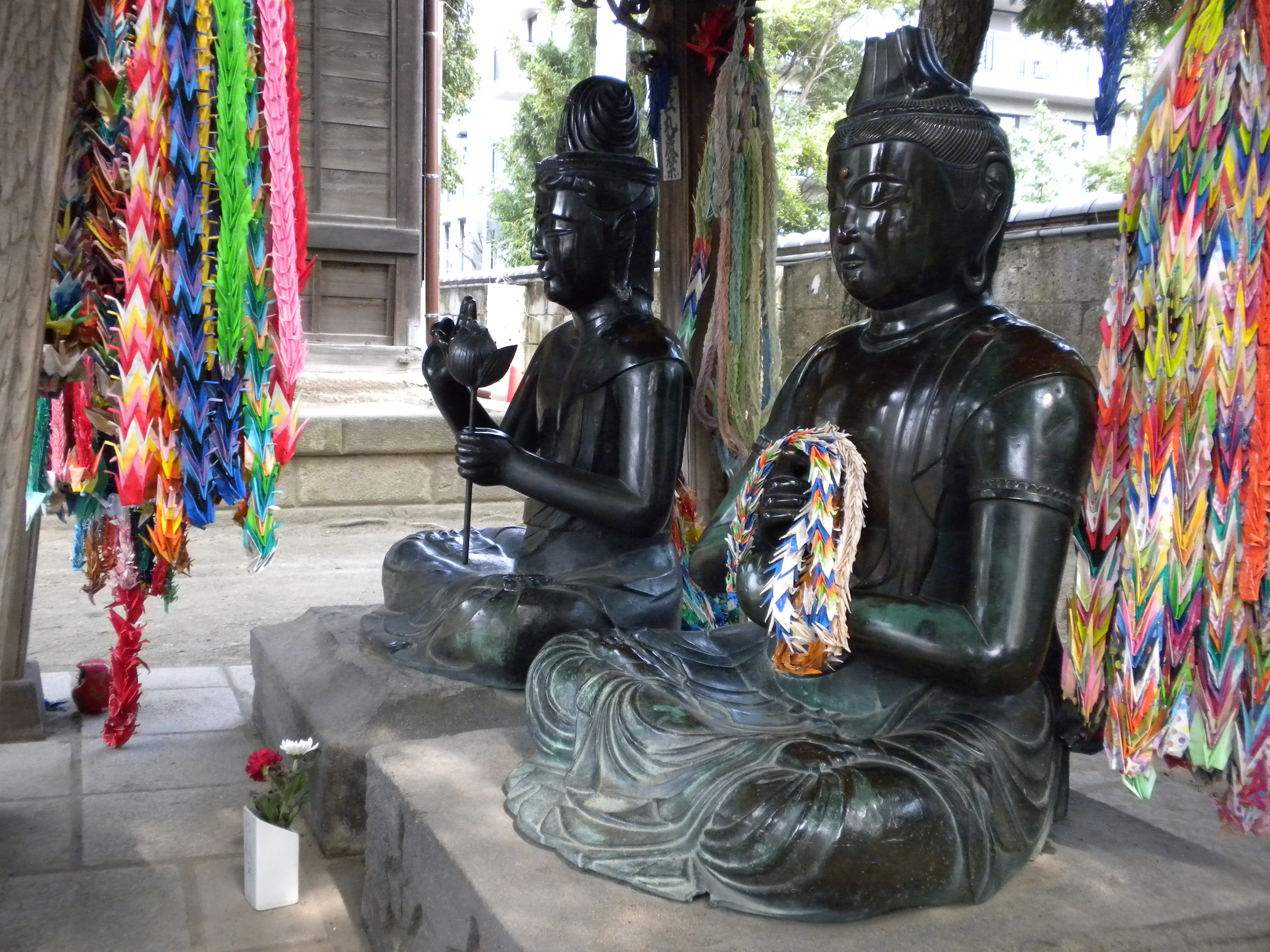
富士親時が檀那となり奉納された観音菩薩像であり、元は富士山頂に位置した下山仏である

京成電鉄柴又駅前から参道が伸びている。参道の両側には名物の草だんごや塩せんべいを売る店、老舗の川魚料理店などが軒を連ねている。参道の突き当たりに二天門が建ち、正面に帝釈堂、右に祖師堂（旧本堂）、その右手前に釈迦堂（開山堂）、本堂裏手に大客殿などが建つ。境内はさほど広くなく、建物は大部分が明治以降の建築である。二天門、帝釈堂などは彩色を施さない素木造のため一見地味に見えるが、細部には精巧な装飾彫刻が施されている。
二天門
明治29年（1896年）の建立。入母屋造瓦葺の楼門（2階建て門）で、屋根には唐破風と千鳥破風を付す。柱上の貫などには浮き彫りの装飾彫刻を施す。初層左右には四天王のうちの増長天および広目天の二天を安置し、門の名はこれに由来する。二天像は平安時代の作とされ、門の建立時に同じ日蓮宗の妙国寺（大阪府堺市）から寄贈されたものである。
帝釈堂
二天門を入った境内正面に位置する。手前の拝殿と奥の内殿から成り、ともに入母屋造瓦葺で、拝殿屋根には唐破風と大ぶりの千鳥破風を付す。内殿は大正4年（1915年）、拝殿は昭和4年（1929年）の完成。内殿には帝釈天の板本尊を安置し、左右に四天王のうちの持国天と多聞天（毘沙門天）を安置する（四天王の残り2体は二天門に安置）。内殿外側には全面に浮き彫りの装飾彫刻が施されている。
彫刻ギャラリー
帝釈堂内殿の外部は東・北・西の全面が装飾彫刻で覆われており、中でも胴羽目板の法華経説話の浮き彫り10面が著名である。これは法華経に説かれる代表的な説話10話を選び視覚化したもので、大正11年（1922年）から昭和9年（1934年）にかけて、加藤寅之助ら10人の彫刻師が1面ずつ分担制作した。この羽目板の上方には十二支と天人、下方には千羽鶴が表され、高欄（縁）より下の部分には花鳥および亀を浮き彫りで表す。これらの彫刻を保護するため、内殿は建物ごとガラスの壁で覆われ、見学者用の通路を設け、「彫刻ギャラリー」と称して一般公開している（「彫刻ギャラリー」と大客殿、庭園の見学は有料）。

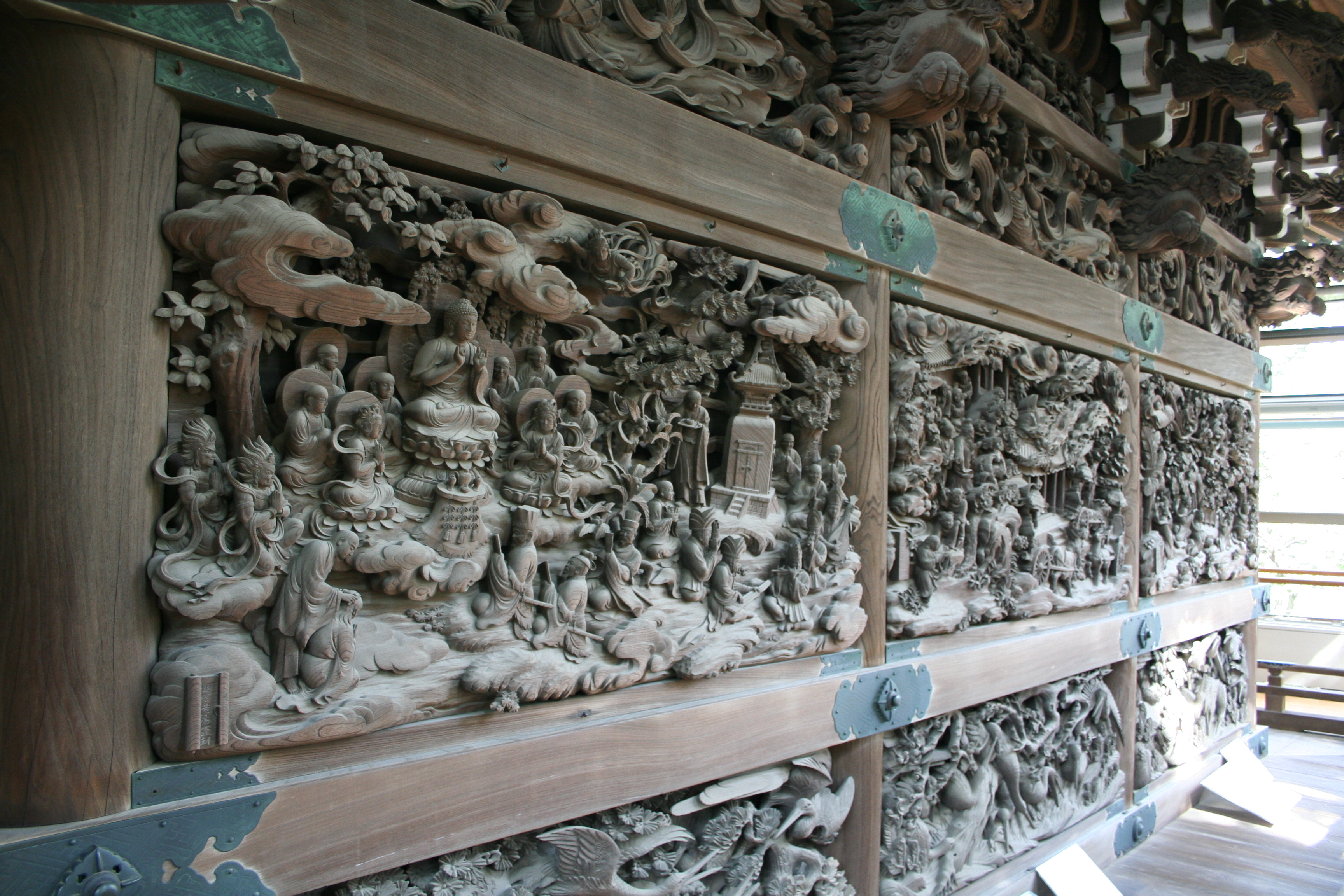
彫刻ギャラリー
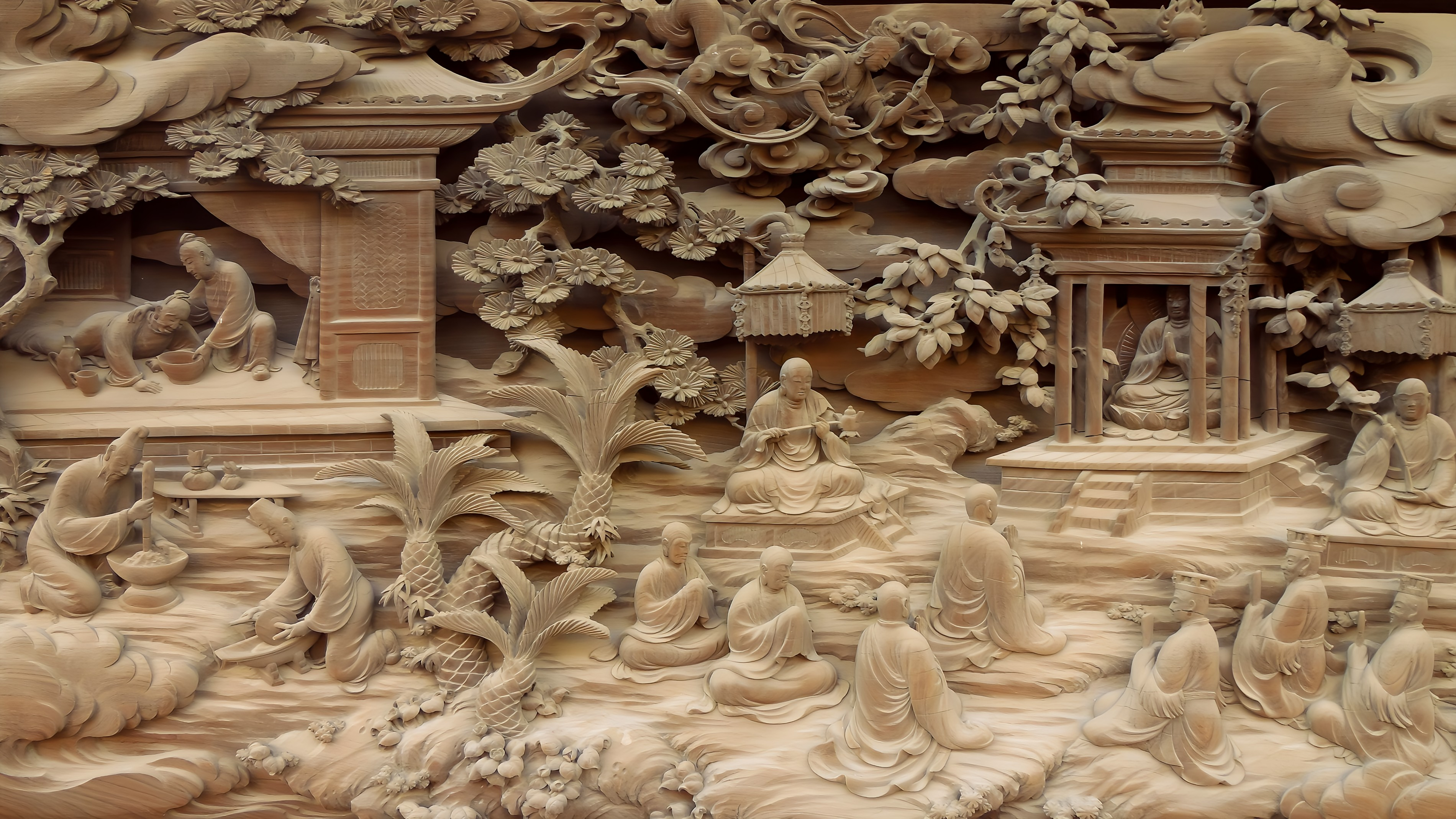
病即消滅の図 薬王菩薩本事品
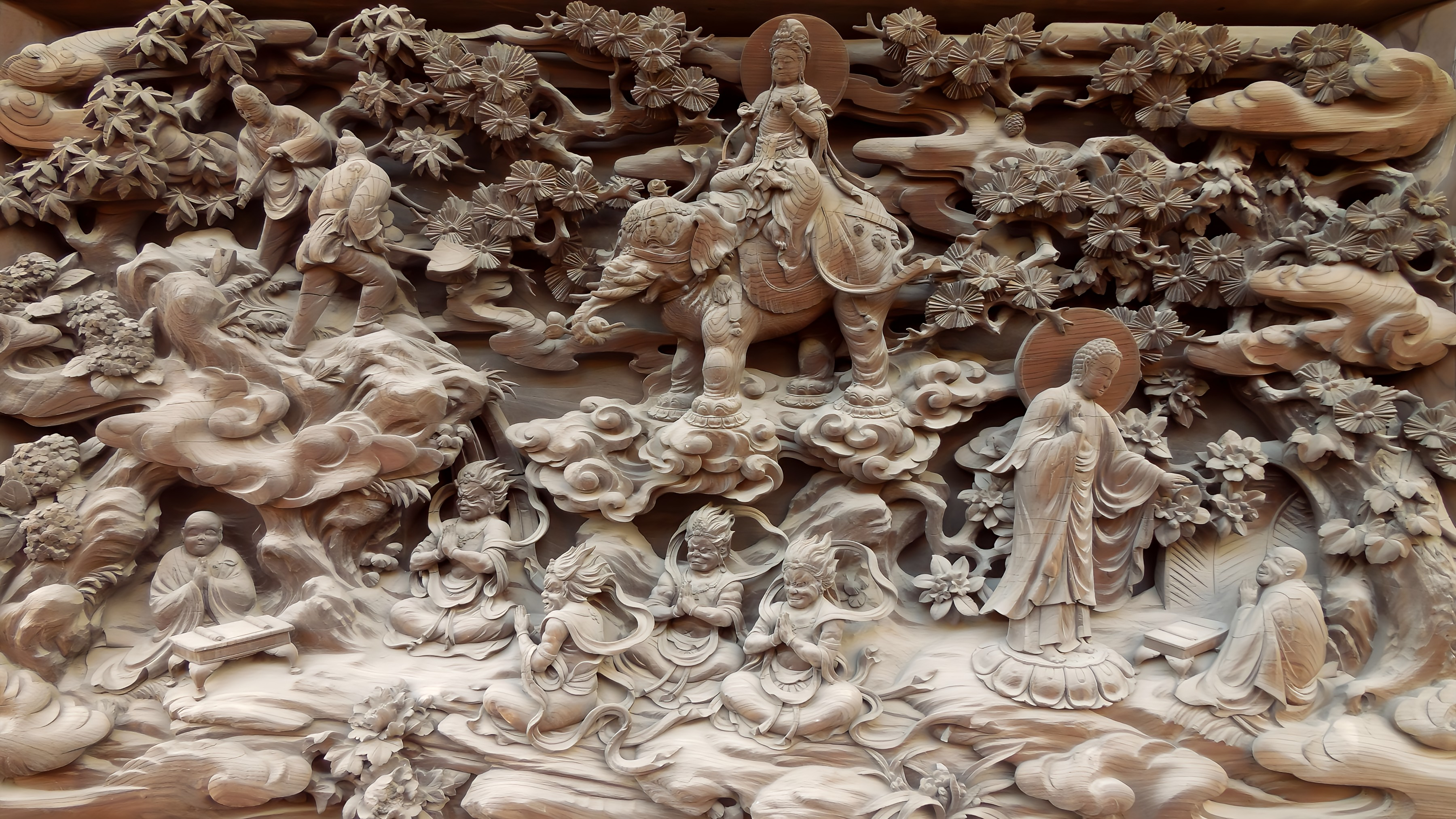
法師修行の図 普賢菩薩勧発品
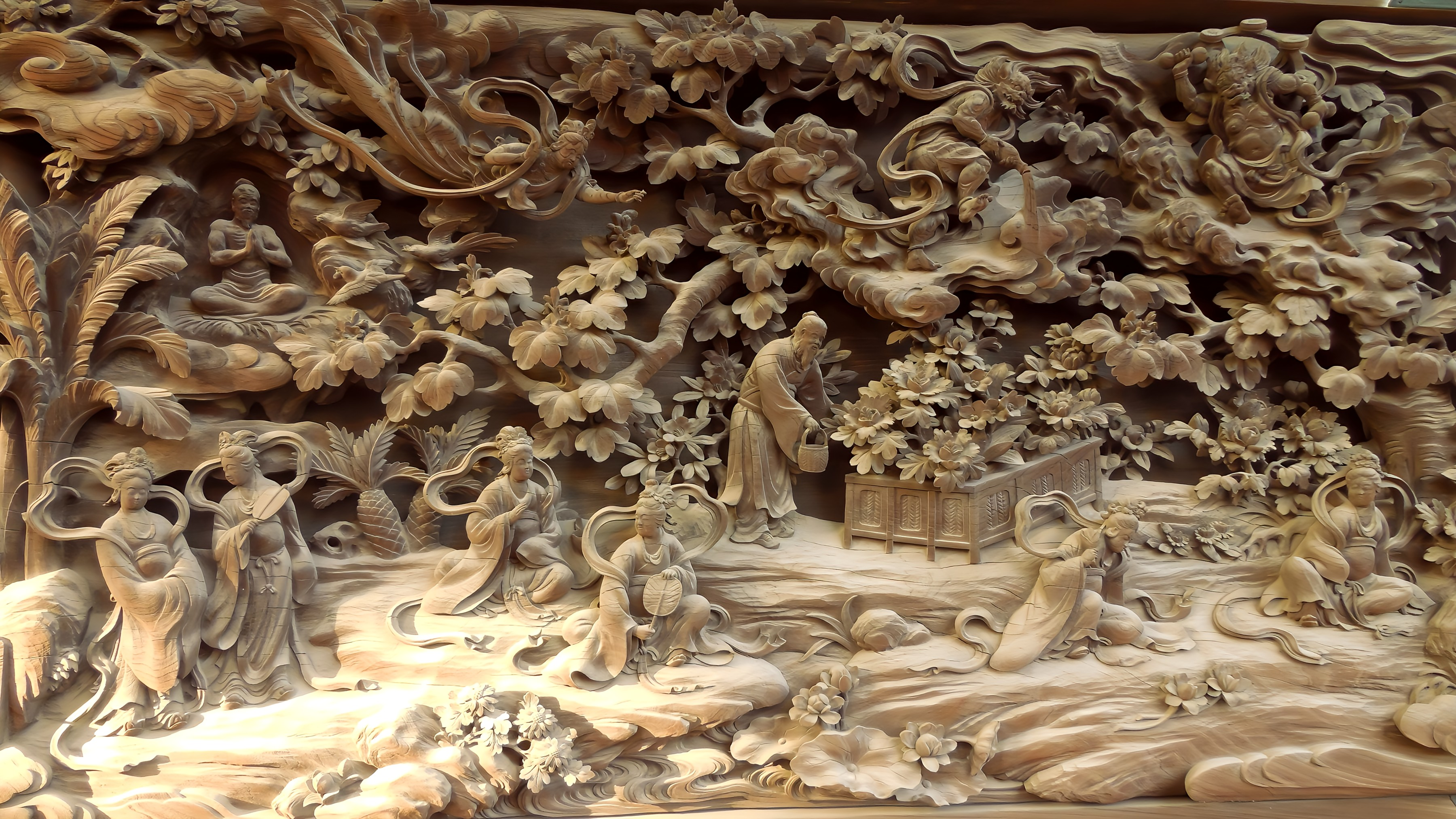
雨等潤の図 薬草喩品

祖師堂（本堂）
帝釈堂の向かって右に建つ。帝釈堂と同様、入母屋造の拝殿と内殿が前後に並んで建つ。こちらが日蓮宗寺院としての本来の本堂であり、本尊は大曼荼羅である。
釈迦堂（開山堂）
江戸時代末期に建立された、寺内最古の建築であり、奈良時代作という釈迦如来立像と、開山日栄、中興の祖日敬の木像を安置する。
大客殿
本堂裏に位置する。昭和4年（1929年）の完成で、入母屋造瓦葺、平屋建の左右に細長い建築である。東京都の選定歴史的建造物になっている。座敷4室を左右1列に配し、これらの手前には庭に面し、ガラス障子を立て込んだ廊下がある。座敷のうちもっとも奥に位置する「頂経の間」の「南天の床柱」は、日本一のものといわれ、直径30センチ、滋賀県の伊吹山にあった樹齢約1,500年の南天の自然木を使用したものである。
邃渓園（すいけいえん）
大客殿前に広がる池泉式庭園で、昭和40年（1965年）、向島の庭師永井楽山の設計による。庭園への立ち入りは禁止されているが、周囲に設けられた屋根付きの廊下から見ることができる。東京都指定名勝。

## 交通
- 京成金町線柴又駅から徒歩4分（経路案内） - 正月など多客期は混雑する。
- 京成バス（小55系統、金町駅〜柴又帝釈天〜新柴又駅〜京成小岩駅入口〜小岩駅）柴又帝釈天バス停下車徒歩数分
- 北総鉄道北総線新柴又駅から徒歩約11分（経路案内）
- 矢切の渡し柴又側船着場より徒歩約9分（経路案内）